# Sterling Nesbitt
Sterling J. Nesbitt (* 25. März 1982 in Mesa, Arizona) ist ein US-amerikanischer Paläontologe.
Nesbitt erwarb 2004 den Bachelor-Abschluss in Biologie an der University of California, Berkeley und  wurde 2009 an der Columbia University promoviert, wobei er viel am American Museum of Natural History forschte. Er ist Assistant Professor an der Virginia Tech.
Er befasste sich mit früher Geschichte der Dinosaurier und Archosauria in der Trias.
2006 entdeckte er eine neue Art in den Lagern des American Museum of Natural History in einem bis dahin nicht untersuchten Block, den Edwin H. Colbert 1947/48 in der Ghost Ranch Formation in New Mexico fand. Colbert fand damals dort sehr viele gut erhaltene Exemplare des Dinosauriers Coelophysis. Nesbitt und Mark Norell fanden aber in dem Block einen Archosaurier aus der Gruppe der Crurotarsi, der zwar Ähnlichkeit mit den Ornithomimidae hatte, aber kein Dinosaurier war. Morell und Nesbitt nannten ihn bei der Erstbeschreibung Effigia okeefeae nach der Malerin Georgia O’Keeffe, die jahrelang nahe der Ghost Ranch lebte.
Nesbitt gehört zu den Erstbeschreibern von Nyasasaurus.

## Schriften
- mit David W. E. Hone: An external mandibular fenestra and other archosauriform character states in basal pterosaurs. In: Palaeodiversity. Band 3, 2010, S. 225–233
- The early evolution of archosaurs: relationships and the origin of major clades. In: Bulletin of the American Museum of Natural History. Number 352, 2011, S. 1–292